# Cafe Funiculi Funicula
Pour plus de détails, voir Fiche technique et Distribution.
Cafe Funiculi Funicula (コーヒーが冷めないうちに, Kōhī ga samenai uchi ni, litt. « Avant que le café ne refroidisse ») est un film fantastique japonais réalisé par Ayuko Tsukahara et sorti le en 2018. C'est l'adaptation du roman homonyme de Toshikazu Kawaguchi publié en 2015.

## Synopsis
Kazu Tokita (Kasumi Arimura) travaille au café Funiculi Funicula dirigé par Nagare Tokita (Motoki Fukami), un membre de sa famille. Il existe une mystérieuse rumeur qui dit que lorsqu'un client prend une place au café, il peut voyager à une époque de son choix. Les règles spécifiques à ce voyage sont les suivantes :
1. Vous ne pouvez pas rencontrer de gens qui ne sont jamais venus au café.
2. Si vous interférez dans le passé, ça n'aura aucune conséquence dans le présent.
3. Il n'y a qu'une seule chaise au café qui a le pouvoir de faire voyager dans le passé et si celle-ci est occupée, vous devez attendre le départ du client.
4. Lorsque vous partez dans le passé, restez sur la chaise.
5. Vous pouvez rester dans le passé tant que le café dans votre tasse est chaud et vous devez le terminer avant qu'il ne refroidisse.

## Fiche technique
- Titre : Cafe Funiculi Funicula
- Titre original : コーヒーが冷めないうちに (Kōhī ga samenai uchi ni?)
- Réalisation : Ayuko Tsukahara
- Scénario : Satoko Okudera (en), d'après le roman Tant que le café est encore chaud de Toshikazu Kawaguchi
- Photographie : Norimichi Kasamatsu (ja)
- Montage : Ryūji Miyajima (ja)
- Décors : Kei Itsutsuji
- Musique : Masaru Yokoyama
- Pays d'origine :  Japon
- Langue originale : japonais
- Format : couleur - 2,35:1
- Genre : drame
- Durée : 117 minutes[1]
- Dates de sortie : 
  - Japon : 21 septembre 2018 (sortie en salles)[1]

## Distribution
- Kasumi Arimura : Kazu Tokita
- Kentarō Itō : Ryosuke Shintani
- Haru (en) : Fumiko Kiyokawa
- Kento Hayashi : Goro Katada
- Motoki Fukami : Nagare Tokita
- Wakana Matsumoto (en) : Kumi Hirai
- Hiroko Yakushimaru (en) : Kayo Takatake
- Yō Yoshida : Yaeko Hirai
- Yutaka Matsushige : Yasunori Fusaki
- Yuriko Ishida : la femme en vêtements d'été

## Production
Le tournage a lieu de mars à avril 2018.

## Accueil
Cafe Funiculi Funicula totalise plus de 10 millions $ de recettes au box-office japonais de 2018 et sort également à Taïwan le 5 octobre 2018 et à Hong Kong le 24 octobre 2018.